# Erytus transcaspicus
Erytus transcaspicus är en skalbaggsart som beskrevs av Rudolph Petrovitz 1961. Erytus transcaspicus ingår i släktet Erytus och familjen Aphodiidae. Inga underarter finns listade i Catalogue of Life.